# هيكارو ناكامورا
كريستوفر هيكارو ناكامورا (من مواليد 9 ديسمبر 1987) هو لاعب شطرنج أمريكي وصانع محتوى على يوتيوب، وبطل الولايات المتحدة في الشطرنج خمس مرات، وبطل العالم في شطرنج فيشر العشوائي. حصل على لقب أستاذ كبير في سن الخامسة عشرة، وكان أصغر أمريكي يحقق هذا الإنجاز آنذاك. ناكامورا هو اللاعب العاشر الأعلى تقييمًا في التاريخ برصيد 2816 نقطة.
مثل ناكامورا الولايات المتحدة في خمس أولمبياد للشطرنج، وحصل على ميدالية ذهبية للفريق وميداليتين برونزيتين للفريق. في مايو 2014، عندما بدأ الاتحاد الدولي للشطرنج في نشر التصنيفات الرسمية للشطرنج السريع والخاطف، احتل ناكامورا المرتبة الأولى في العالم في كلتا القائمتين. وظل في المرتبة الأولى أو بالقرب منها منذ ذلك الحين.

## النشأة
ولد ناكامورا في هيراكاتا، أوساكا باليابان لوالد ياباني سويشي ناكامورا وأم أمريكية كارولين ويرامانتري، لما كان في الثانية من العمر إنتقلت عـائلته للعيش بالولايات المتحدة، تطلق والداه سنة 1990 ، بدأ لعب الشطرنج في الخـامسة وكـان معلمه زوج والدته السيريلانكي

## أعجوبة شطرنج
بعمر 10 سنين و 79 يوم حقق ناكامورا لقب أستاذ شطرنج ليصبح أصغر فتى في الإتحادية الأمريكية يحقق هذا الإنجاز إلى أن تجاوزه نيكولاس نيب بعمـر 9 أعوام و 11 شهر، وفي 2003 وبعمر 15 عام و 79 يوم أصبح ناكامورا أصغر شـاب أمريكي يحصل على لقب أستاذ دولي كبير محطمـا بذلك رقم بوبي فيشر

## مسيرته في الشطرنج

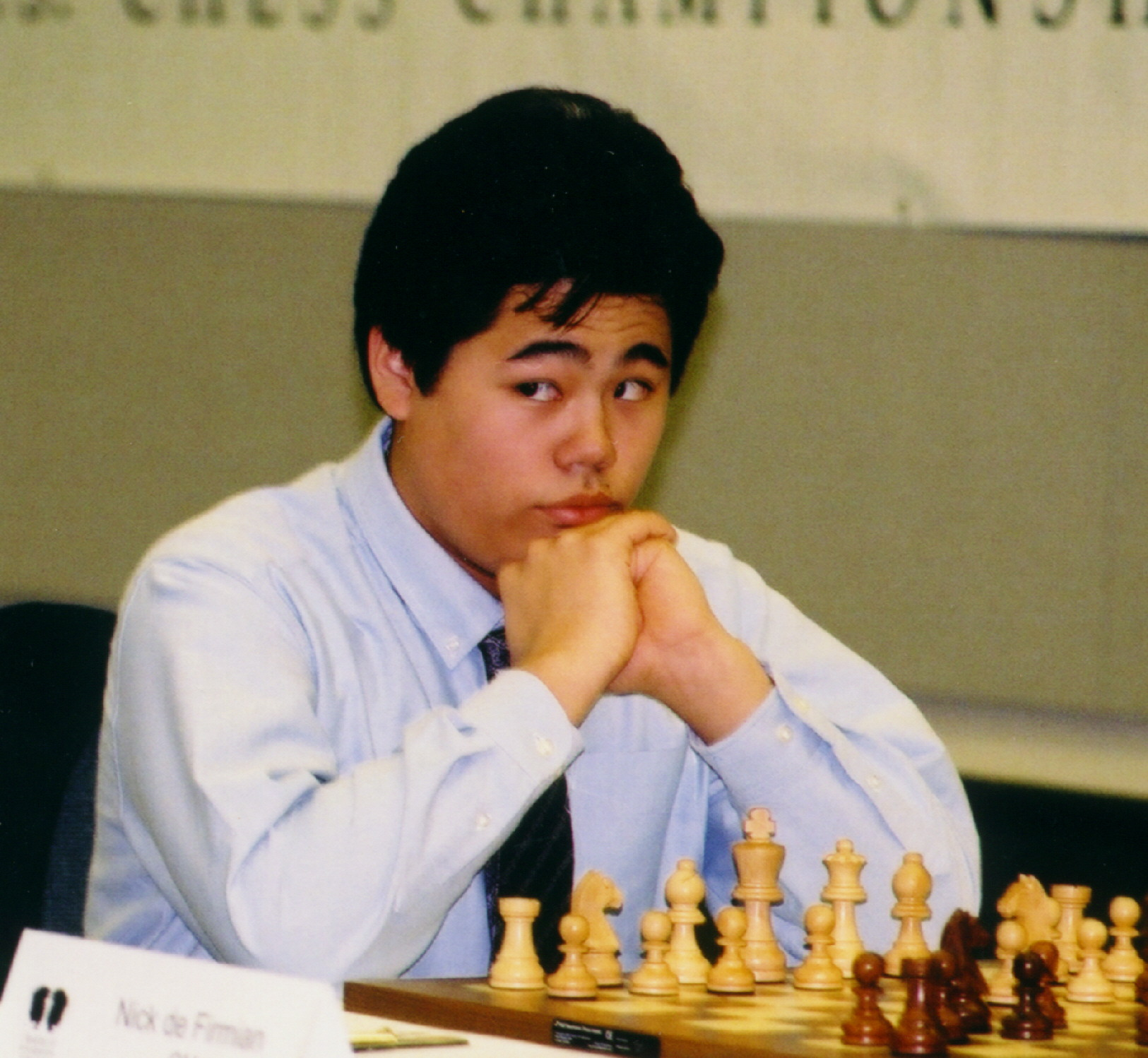
ناكامورا في بطولة الولايات المتحدة الأمريكية 2013.

في عام 2005 فاز ناكامورا ببطولة الولايات المتحدة (المقامة في ديسمبر 2004) بعد حصوله على سبع نقاط من أصل تسعة ليتعادل مع الأستاذ الدولي الكبير أليكس ستريبنسكي ويفوز عليه بعد ذلك في مبارتي كسر تعادل شطرنج سريع، ليصبح أصغر أمريكي حـاصل على البطولة ويحطم رقم بوبي فيشر مجددا، أنهى ناكامورا البطولة من دون خسارة وفاز على الأستاذ الدولي غريغوري كايدانوف الأعلى تصنيفـا آنذاك.
في عام 2006 ساعد فريق الولايات المتحدة في الحصول على الميدالية البرونزية في أولمبياد تورينو للشطرنج مـع كل من جاطا كامسكي وألكسندر أونيشيك، وبنفس العام فاز بالطبعة الـ16 لبطولة شمـال الولايت المتحدة في لاس فيغاس.
البطولة الثـانية في 2009 فاز ببطولة 2009 (سانت لويس، ميسوري، مـاي 2009) بعد أن أحرز 7/9 نقاط متفوقا على أستاذ دولي بالسابعة عشر من العمر روبرت هاس الذي أحرز 6.5 نقطة. وفي أوت أصبح بطل العالم في شطرنج 960 متغلبـا على الأستـاذ الدولي ليفون أرونيـان في ألمـانيا
2010 الميدالية الذهبية ودخول قـائمة أفضل 10 لاعبين في بطولة العالم للفرق 2010 بتركيا تفوق ناكامورا على الأستاذ الدولي بوريس غالفند في مبـارة رائعة بالقطع السوداء دفاع الملك الهندي جعلته يفوز بالميدالية الذهبية الفردية ويسـاهم في حصول الولايات المتحدة على المرتبة الثانية بعد روسيا،
في ديسمبر أنهى بطولة لندن الكلاسيكية في المرتبة الرابعة بعد فوزه على بطل العالم السابق فلاديمير كرامنيك ليضع قدمـا بين المصنفين العشر الأوائل
في 2011 تدرب لفترة وجيزة على يد بطل العالم غاري كاسباروف لكن ذلك سرعـان ما انتهى  ، بعد ذلك فاز ببطولة ويجك آين زي للأستاذة الدوليين الكبـار أكثر من 1700، وهو فوز تاريخي لم يحققه أي أمريكي منذ 1980 جعل رقمه يقفز إلى 2774 على بعد 11 نقطة من رقم بوبي فيشر 2785 بي وحل بالمركز السابع في التصنيف العام
البطولة الثاثة 2012 في ماي فاز باللقب الثـالث للبطولة الأمريكية بفـارق نقطة على جاطا كامسكي وبمجموع 8.5 نقطة، وتشـارك المركز الثـامن مع لوك ماكشاين في بطولة ذكرى طال بنفس السنة، وسـاهم في احتلال الفريق الأمريكي للمركز الخامس في الأولمبياد بنتيجة +4−1=4، وفي ديسمبر تشارك المركز الثالث كذلك مع مايكل أدامس في بطولة لندن الكلاسيكية.

### تصدر ترتيب الإتحـاد الدولي للشطرنج في الشطرنج السريع 2013
لم يشـارك ناكامورا في بطولة أمريكا وبدل ذلك شارك في بطولة النرويج وتشارك المركز الثاني مع ماغنوس كارلسون خلف المتصدر سيرغي كارياكين، حيث فـاز في هذه البطولة على بطل العالم فيشفاناثان اناند في مباراة روي لوبيز بالقطع السوداء، واحتل المركز السادس في بطولة ذكرى تال الكلاسيكية لكنـه فـاز بالبطولة نفسهـا للشطرنج السريع رافعا تصنيفه إلى 2879 محتلا المركز الأول في العالم بذلك الوقت.

## أخرى
ناكامورا لاعب بـارع جدا في الشطرنج السريع وقد اعتبر أحد أفضل اللاعبين في الشطرنج السريع
وهو معروف بلعبه للشطرنج على الأنترنيت بانتظام، يلعب في موقع شطرنج.كوم باسم "Hikaru" وفي موقع Internet Chess Club (سابقا باسم"Smallville" والآن بـ "Capilanobridge") وفي موقع Playchess باسم "Star Wars".
لدى ناكامورا عدة ألقاب «أصغر من» منها:
• أصغر من هزم أستاذ دولي في مبـاراة مصنفة (10 أعوام، 0 شهر)، تفوق علية لاحقا برافين بلاكريشنن 9 أعوام و 29 يوما، ثم حاليا أوندر ليان 8 أعوام و 188 يوما
• أصغر من فاز على أستاذ دولي كبير في مباراة مصنفة (10 أعوام، 117 يوم)، تفوق علية لاحقا فابيانو كاروانا 10 اعوم و 61 يومـا أوندر ليان 9 أعوام و 112 يوما
• أصغر أستاذ دولي (13عام، 2 شهر)، تفوق عليه حاليا صامويل سيفيان (12 عام، 10 أشهر)

## نتائج ناكامورا ضد نخبة الأساتذة الدوليين الكبار
(مباريات الشطرنج السريع والبليتز والغير مصنفة لم يتم احتسابها، القائمة مرتبة: +فوز -خسارة =تعادل، حتى تاريخ 16 فيفري 2015)
اللاعبيـن الذين حازوا على لقب بطل العالم مكتوبون بخط عريض
- مايكل أدامس +2−2=4
- فيشفاناثان اناند +4−1=9
- ديميتري أندريكين +1−1=2
- ليفون أرونيان +5−10=11
- إتيان باكرو +3−0=1
- لازارو بروزون +2−0=1
- ماغنوس كارلسن +0−11=16
- فابيانو كاروانا +4−1=16
- لينير دومينيغيز +1−1=9
- بوريس غالفند +3−6=8
- أنيش غيري +3−1=15
- ألكسندر غريشوك +2−3=7
- فاسيلي إيفانتشوك +2−5=8
- بادور جوبافا +1−0=0
- جاطا كامسكي +2−1=7
- سيرغي كارياكين +7−4=14
- فلاديمير كرامنيك +5−4=8
- بيترليكو +0−0=5
- شاخريار ماميدياروف +5−5=4
- ألكسندر موروزيفيتش +2−2=2
- أركاديج نايديتش +1−1=2
- ديفيد نافارا +4−0=1
- إيان نيبومنياشتشي +1−0=1
- رسلان بونوماريوف +2−3=9
- تيموررجبوف +1−0=9
- كريشنان ساسيكيران +2−1=0
- أليكسي شيروف +2−0=1
- نايجل شورت +2−0=2
- ويزلي سو +0−0=1
- بيتر سفيلدير +2−6=4
- يفجيني توماسهيفسكي +0−0=3
- فيسيلين توبالوف +2−4=4
- ماكسيم لاغراف +2−0=3
- وانغ هاو +2−4=4

## روابط خارجية
- هيكارو ناكامورا على موقع الاتحاد الدولي للشطرنج (الإنجليزية)
- هيكارو ناكامورا على موقع مباريات الشطرنج (الإنجليزية)
- هيكارو ناكامورا على موقع 365Chess.com (الإنجليزية)
- هيكارو ناكامورا على موقع Chesstempo.com (الإنجليزية)
- هيكارو ناكامورا على موقع الاتحاد الأمريكي للشطرنج (الإنجليزية)
- هيكارو ناكامورا سجل أولمبياد الشطرنج على موقع OlimpBase.org (الإنجليزية)
- موقع ناكامورا الرسمي
- إحصاءات تصنيف ناكامورا
- صفحة اللاعب في الفيدرالية الأمريكية للشطرنج
- صفحة اللاعب في موقع chessclub.com
- صفحة اللاعب في موقع chess.com